# Platypthima klossi
Platypthima klossi är en fjärilsart som beskrevs av Rothschild 1915. Platypthima klossi ingår i släktet Platypthima och familjen praktfjärilar. Inga underarter finns listade i Catalogue of Life.